# صفاء حجازي
صفاء حجازي (1 مارس 1962 - 28 مايو 2017) هي إعلامية ورئيسة اتحاد الإذاعة والتلفزيون المصري منذ أبريل 2016، لتكون أول سيدة تتولى هذا المنصب وثاني رئيس للاتحاد عقب أحداث 30 يونيو 2013 في مصر، خلفًا لعصام الأمير الذي تمت إقالته من المنصب في نفس الشهر. وتخرجت من قسم المحاسبة في كلية التجارة من جامعة المنصورة عام 1984. ويلقبها العاملون في ماسبيرو بلقب المرأة الحديدية. وقد ترددت أخبار حول زواجها من زكريا عزمي، رئيس ديوان الرئيس الأسبق حسني مبارك، إلا أن هذه المعلومات ظلت طي الكتمان ولم تثبت صحتها من عدمه. وتُوفيت في 28 مايو 2017 بعد معاناة مع المرض، حيث كانت تتلقى العلاج في الخارج.

## بدايتها الإعلامية
التحقت صفاء حجازي بالعمل الإعلامي بعد إعلان قرأته في إحدى الصحف عن طلب مذيعات، ونجحت في اختبار الإذاعة المصرية بعد حصولها على حوار مع رئيس الحكومة عاطف صدقي. فيما نجحت كذلك في تسجيل برنامج مع كامل الشناوي ومصطفى أمين عن سيرة كوكب الشرق أم كلثوم. وتزامنت بدايتها في التلفزيون المصري مع بدء انطلاق الفضائية المصرية سنة 1990، حيث بدأت كقارئة نشرة. وقد سافرت حجازي لتغظية حرب الخليج بناءًا على طلب من التلفزيون المصري.

## عملها الإعلامي
طيلة عشرين عامًا، قدمت صفاء حجازي برنامج بيت العرب على التلفزيون المصري، من تمويل جامعة الدول العربية، فيما قامت بإجراء حوارات مع ملوك وروؤساء الدول العربية، فضلًا عن تغطيتها أحداث القمم العربية ونشاط الجامعة العربية.
في 2007، تم منعها من الظهور على التلفزيون المصري، على خلفية حملة قام بها التلفزيون لاستبعاد المذيعات ذوات الوزن الزائد، بعد عملها لمدة 17 عام كمقدمة نشرة التاسعة. وفي العام التالي، أصيبت حجازي بمرض أقعدها عن الظهور في التلفزيون لمدة عام كامل، والذي تسبب بدوره في فقدانها ما يزيد عن العشرين كيلوجرامًا من وزنها.
في 2013، قامت الإعلامية درية شرف الدين، وزيرة الإعلام بتعيينها كرئيسة لقطاع الأخبار خلفًا لإبراهيم الصياد، الذي خرج على المعاش في تلك الفترة، بعد فشل القطاع في تغطية أحداث كرداسة، لتكون بذلك أول سيدة في هذا المنصب.
في 2015، كرّمها اللواء مهاب مميش على جهودها في ظهور حفل افتتاح قناة السويس الجديدة بمظهر جيد. ليطلب بعد ذلك رئيس التلفزيون، عصام الأمير، في نفس العام، من رئيس الوزراء المصري حينذاك المهندس إبراهيم محلب إقالتها من منصبها على خلفية مشاكل إدارية في قطاع الأخبار، إلا أن طلبه قُوبل بالتأجيل. ليتم تعيينها بعد ذلك، رئيسًا لاتحاد الإذاعة والتليفزيون، خلفًَا لعصام الأمير، بناء على قوة إدارتها لقطاع الأخبار.